# Sint-Laurentiuskerk (Prayon)

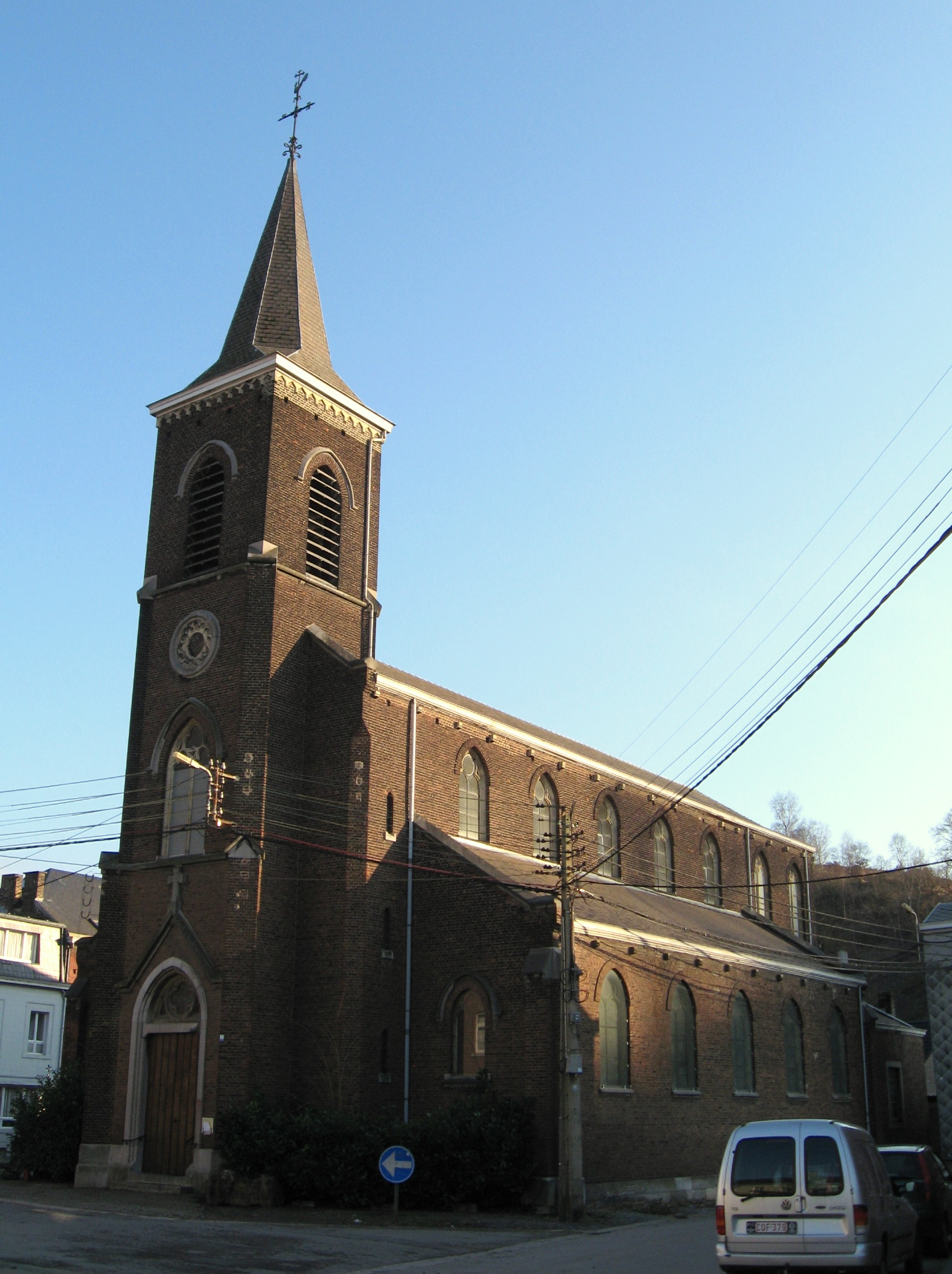
Sint-Laurentiuserk

De Sint-Laurentiuskerk (Église Saint-Laurent) is de parochiekerk van de in de Belgische gemeente Trooz gelegen plaats Prayon.

## Geschiedenis
Vanaf 1742 was er een aan Sint-Laurentius gewijde kapel. In 1843 werd Prayon een zelfstandige parochie.
De huidige bakstenen kerk werd gebouwd in 1853 en de stijl is vroege neogotiek. Het is een driebeukige basilicale kerk met voorgebouwde toren welke een achtkante spits heeft. Bij de ingang vindt men een chronogram dat het jaartal van de inzegening (1865) weergeeft.

## Interieur
Het marmeren hoofdaltaar is omstreeks 1850 vervaardigd door De Tombay. Antoine Pierre Franck vervaardigde houten beelden van Sint-Petrus en Sint-Paulus (3e kwart 18e eeuw). Ook is er een 18e-eeuws Sint-Laurentiusbeeld. Het orgel is uit het 2e kwart van de 19e eeuw.
De kerk bezit glas-in-loodramen van 1888.